# Шаповалова Тетяна Петрівна
Тетяна Петрівна Шаповалова (1904, хутір Поплавський, тепер Калачівського району Воронезької області, Російська Федерація — 16 лютого 1982, місто Воронеж, Російська Федерація) — радянська діячка, новатор сільськогосподарського виробництва, колгоспниця колгоспу «Більшовик» Воронезької області, завідувач Воронезького обласного відділу соціального забезпечення. Член Центрального виконавчого комітету СРСР. Депутат Верховної Ради СРСР 1—3-го скликань.

## Біографія
З 1918 року — працювала у сільському господарстві.
З 1929 року — колгоспниця колгоспу «Більшовик» хутора Поплавського Калачівського району Воронезької області. Працювала дояркою, потім — ланковою колгоспу. Відзначилася у вирощуванні цукрового буряка, збирала по 500 центнерів буряка з гектара. У 1935 році обиралася делегатом II-го Всесоюзного з'їзду колгоспників-ударників.
З 1935 року — особистий секретар голови Центрального виконавчого комітету СРСР Михайла Івановича Калініна.
Член ВКП(б) з 1938? року.
Потім була завідувачем молочно-товарної ферми та головою колгоспу «Більшовик» Калачівського району Воронезької області.
З 1938 по 1941 рік — завідувач Воронезького обласного відділу соціального забезпечення.
Під час німецько-радянської війни перебувала в евакуації у місті Сталінабаді (Таджицька РСР), працювала заступником народного комісара соціального забезпечення Таджицької РСР.
З 1943 по 1954 рік — завідувач Воронезького обласного відділу соціального забезпечення.
Потім — на пенсії у місті Воронежі.

## Нагороди
- орден Трудового Червоного Прапора (9.04.1939)
- медалі